# Vejen Sogn
Vejen Sogn er et sogn i Malt Provsti (Ribe Stift).
I 1800-tallet var Læborg Sogn anneks til Vejen Sogn. Begge sogne hørte til Malt Herred i Ribe Amt. Vejen-Læborg sognekommune blev senere delt, så hvert sogn var en selvstændig sognekommune. Allerede inden kommunalreformen i 1970 blev Læborg indlemmet i Vejen sognekommune, som ved selve kommunalreformen blev kernen i Vejen Kommune.
I Vejen Sogn ligger Vejen Kirke.
I sognet findes følgende autoriserede stednavne:
- Karensmark (bebyggelse)
- Lundgårdenge (bebyggelse)
- Nørremark (bebyggelse)
- Skodborghus (bebyggelse, ejerlav)
- Søndermarken (bebyggelse)
- Vejen (stationsby)
- Vejen Mose (areal)
- Vejen Å (vandareal)
- Vejenknude (bebyggelse)
- Vejenskov (bebyggelse)
- Vestermark (bebyggelse)
- Østermark (bebyggelse)
- Ålykke (bebyggelse)